# South Valley (Nuevo México)
South Valley es un lugar designado por el censo ubicado en el condado de Bernalillo en el estado estadounidense de Nuevo México. En el Censo de 2010 tenía una población de 40976 habitantes y una densidad poblacional de 526,08 personas por km².

## Geografía
South Valley se encuentra ubicado en las coordenadas 35°0′26″N 106°41′2″O / 35.00722, -106.68389. Según la Oficina del Censo de los Estados Unidos, South Valley tiene una superficie total de 77.89 km², de la cual 74.6 km² corresponden a tierra firme y (4.23%) 3.29 km² es agua.

## Demografía
Según el censo de 2010, había 40976 personas residiendo en South Valley. La densidad de población era de 526,08 hab./km². De los 40976 habitantes, South Valley estaba compuesto por el 59.5% blancos, el 1.21% eran afroamericanos, el 2.19% eran amerindios, el 0.41% eran asiáticos, el 0.02% eran isleños del Pacífico, el 32.66% eran de otras razas y el 4% pertenecían a dos o más razas. Del total de la población el 80.19% eran hispanos o latinos de cualquier raza.